# ريس كونولي
ريس كونولي (بالإنجليزية: Reece Connolly)‏ هو لاعب كرة قدم بريطاني في مركز الهجوم، ولد في 22 يناير 1992 في فريملي في المملكة المتحدة. لعب مع فوريست غرين ونادي ألدرشوت تاون ونادي سالزبري سيتي ونادي فارنبوروه.

## وصلات خارجية
- ريس كونولي على موقع قاعدة بيانات كرة القدم.إي يو (الإنجليزية)
- ريس كونولي على موقع Soccerbase.com (لاعب) (الإنجليزية)